# 千金藤
千金藤（学名：Stephania japonica）为防己科千金藤属的植物。

## 形态
藤本植物，无块根。卵形叶子，下面被白粉，盾状着生。夏秋开花，雌雄异株，伞形花序，再排列成复伞形聚伞花序腋生。朱红色球形核果。

## 分布
分布在朝鲜、日本、菲律宾、印度尼西亚、汤加群岛、社会群岛、印度、斯里兰卡以及中国大陆的江苏、安徽、浙江、江西、福建、河南、湖北、湖南、四川等地，生长于海拔470米至1,000米的地区，一般生于村边及旷野灌丛中。